# Зупанчич, Аленка
Аленка Зупанчич Жердин (словен. Alenka Zupančič Žerdin; род. 1 апреля 1966, Любляна) — словенский философ, специалист по психоанализу и континентальной философии. Является психоаналитическим теоретиком и философом, вместе с Младеном Доларом и Славоем Жижеком они известны как популяризаторы лакановского психоанализа в Северной Америке и Европе.

## Биография
Родилась 1 апреля 1966 года в Любляне, Словения, Югославия. В 1989 году окончила Факультет искусств Люблянского университета. В 1990 году училась в Люблянском университете, а в 1995 году защитила докторскую диссертацию на тему «Dejanje in zakon, nezavedno in pojem». В 1997 году защитила вторую докторскую диссертацию под руководством Алена Бадью в Университете Париж VIII. В настоящее время ведущий научный сотрудник Научно-исследовательского центра Словенской академии наук и искусств и Словенской академии наук и искусств а также профессор на кафедре Европейской аспирантуры. Работает в Люблянской школе психоанализа, в которой ведёт основы лакановского психоанализа. На неё и её философию повлияли Жак Лакан и такие словенские деятели как Младен Долар и Славой Жижек.
Писала книги по этике, литературе, комедии и любви. Автор 242 работ и 305 изданий работ на 6 языках в 3558 библиотечных фондах.

## Книги
- Ethik des Realen. Kant, Lacan. Turia + Kant, Wien 1995.
- Das Reale einer Illusion. Suhrkampp, Frankfurt 2001.
- The Shortest Shadow: Nietzsche’s Philosophy of the Two (Cambridge, Mass.; London: The MIT Press, 2003). ISBN 9780-262-74026-5.
- The Fifth Condition, [in:] Think Again. Alain Badiou and the Future of Philosophy (London: Continuum, 2004).
- The Odd One In: on Comedy, preface by Slavoj Žižek (Cambridge, Mass.; London: The MIT Press, 2007).
- Why Psychoanalysis: Three Interventions (Aarhus University Press, 2008).
- Odd One In: On Comedy. MIT Press, Cambridge, Mass. 2008.
- Warum Psychoanalyse? Diaphanes, Zürich 2009.
- Der Geist der Komödie. Übers., Nachw. Frank Ruda, Jan Völker. Merve, Berlin 2014.
- Was ist Sex? Psychoanalyse und Ontologie. Turia + Kant, Wien/Berlin 2019. ISBN 978-3-85132-962-9.
  - Rezension von Larissa Kunert: Sex is just a three-letter-word, Dschungel, Beilage zu jungle world, 49, 5. Dezember 2019, S. 6f.

### Книги на итальянском языке
- Etica del reale. Kant, Lacan (a cura di Luigi Francesco Clemente), Orthotes Editrice, Napoli 2012; ISBN 978-88-97806-07-3.